# Sântana de Mureș
Sântana-de-Mures là một xã thuộc hạt Mureș, România. Dân số thời điểm năm 2002 là 4268 người.